# Death Warrant
Death Warrant (br: Garantia de morte, pt: Van Damme - Implacável) é um filme estadunidense e canadense de 1990, do gênero ação, dirigido por Deran Sarafian e estrelado por Jean-Claude Van Damme.

## Sinopse
Um policial canadense chamado Louis Burke (Van Damme) é encarregado de investigar uma série de assassinatos de prisioneiros e carcereiros em uma violenta prisão.Seu único contato com o exterior será por meio de uma advogada, encarregada de passar informações e dinheiro para garantir sua sobrevivência. Disfarçado de Prisioneiro, o policial acaba recebendo o mesmo tratamento dos outros carcerários e acaba arrumando alguns inimigos. Usando suas incríveis habilidades em artes marciais,Burke é capaz de preservar sua vida e com a ajuda de outros dois prisioneiros, Louis vai conseguindo descobrir a verdade por trás dos crimes que ele fora investigar.

## Elenco
- Jean-Claude Van Damme como Louis Burke
- Robert Guillaume como  Hawkins
- Cynthia Gibb como Amanda Beckett
- George Dickerson como Tom Vogler
- Art LaFleur como Sgt. DeGraf
- Patrick Kilpatrick como  Christian 'The Sandman' Naylor
- Joshua John Miller como Douglas Tisdale
- Abdul Salaam El Razzac como The Priest

## Referência
- http://www.allmovie.com/movie/death-warrant-v12930 - Página visitada em 21/07/2013